# Rugby Reggio 2013-2014

## Eccellenza 2013-14

### Stagione regolare
| Incontro                    | Andata | Ritorno |
| --------------------------- | ------ | ------- |
| Reggio Emilia — Viadana     | 19-41  | 0-24    |
| Capitolina — Reggio Emilia  | 26-10  | 3-31    |
| Reggio Emilia — Petrarca    | 9-39   | 13-45   |
| San Donà — Reggio Emilia    | 22-25  | 10-15   |
| Reggio Emilia — Fiamme Oro  | 12-18  | 9-13    |
| Calvisano — Reggio Emilia   | 47-13  | 45-0    |
| Reggio Emilia — Rovigo      | 13-26  | 27-31   |
| Reggio Emilia — Mogliano    | 6-19   | 10-59   |
| S.S. Lazio — Reggio Emilia  | 38-10  | 14-20   |
| Reggio Emilia — I Cavalieri | 10-28  | 24-50   |

#### Risultati della stagione regolare
| Posizione | G  | V | N | P  | PF  | PS  | DP   | B | Pt |
| --------- | -- | - | - | -- | --- | --- | ---- | - | -- |
| 10ª       | 20 | 3 | 0 | 17 | 264 | 612 | -348 | 4 | 16 |

## Trofeo Eccellenza 2013-14

### Prima fase
| Incontro                 | Andata | Ritorno |
| ------------------------ | ------ | ------- |
| Reggio Emilia — San Donà | 17-43  | 0-33    |
| Rovigo — Reggio Emilia   | 54-15  | 9-8     |
| Petrarca — Reggio Emilia | 40-7   | 31-14   |

#### Risultati della prima fase
| Posizione | G | V | N | P | PF | PS  | DP   | B | Pt |
| --------- | - | - | - | - | -- | --- | ---- | - | -- |
| 4ª        | 6 | 0 | 0 | 6 | 61 | 210 | -149 | 1 | 1  |

## Verdetti
- Reggio Emilia retrocesso in serie A.